# Великая Диброва (Сумская область)
Великая Диброва (укр. Велика Діброва) — село,
Сакунихский сельский совет,
Недригайловский район,
Сумская область,
Украина.
Код КОАТУУ — 5923585703. Население по переписи 2001 года составляло 64 человека.
Село указано на подробной карте Российской Империи и близлежащих заграничных владений 1816 года как хутор Строканев на более поздних картах Стреканева Дуброва.

## Географическое положение
Село Великая Диброва находится между сёлами Сакуниха и Лахновщина (1,5 км).
По селу протекает пересыхающий ручей с запрудой.
Рядом проходит автомобильная дорога Т-1917.

## Происхождение названия
На территории Украины 2 населённых пункта с названием Великая Диброва.

## Экономика
- Молочно-товарная ферма.